# Oezbeeks voetbalelftal (mannen)
Het Oezbeeks voetbalelftal is een team van voetballers dat Oezbekistan vertegenwoordigt bij internationale wedstrijden en toernooien, zoals de kwalificatiewedstrijden voor het Wereldkampioenschap voetbal en de strijd om de Azië Cup.
Na het uiteenvallen van de Sovjet-Unie ontstonden er vijf nieuwe staten in Centraal-Azië, Oezbekistan is daar het sterkste land uit gebleken.

## Deelnames aan internationale toernooien
Op 9 mei 1997 speelt Oezbekistan voor het eerst een kwalificatiewedstrijd voor het wereldkampioenschap voetbal. Ze spelen in Sanaa tegen Jemen en winnen de wedstrijd met 1–0. Het doelpunt werd gemaakt door Numon Khasanov. Oezbekistan eindigde bovenaan in groep 5 voor Jemen, Indonesië en Cambodja en plaatste zich voor de finalepoule. Daar wist het land niet bij de bovenste 2 te eindigen. Voor het toernooi van 2006 wist het zich bijna te plaatsen voor de intercontinentale play-off. Bahrein was echter op uitdoelpunten beter dan Oezbekistan in de Aziatische play-off. Ook voor het toernooi van 2014 strandde Oezbekistan in de Aziatische play-off. Ook nu waren er 2 gelijke spelen. Jordanië won echter na de strafschoppen. 
Het beste resultaat op de Azië Cup was in 2011 toen de vierde plek werd bereikt. In de kwartfinale werd dat jaar Jordanië met 2–1 verslagen. In de halve finale werd met 0–6 verloren van de aanstaande kampioen Australië. In de wedstrijd om de derde plek werd verloren van Zuid-Korea waardoor het land vierde eindigde.
Op 5 september 2017 was Oezbekistan dichtbij kwalificatie voor het WK 2018 in Rusland. Het land moest dan alleen nog wel even winnen van Zuid-Korea, iets wat niet mogelijk bleek te zijn. Waardoor Oezbekistan leek veroordeeld tot het spelen van de play-offs tegen de nummer drie uit de andere Aziatische poule. Door een treffer van concurrent Syrië tegen Iran in de allerlaatste seconde greep Oezbekistan echter ook naast het spelen van de play-offs, waardoor zij zich dus niet plaatsten voor het WK in Rusland. Het Aziatische land kwam uiteindelijk één doelpunt tekort voor rechtstreekse plaatsing.
Op 5 juni 2025 kwalificeerde het land zich, onder leiding van bondscoach Timoer Kapadze, voor de eerste keer voor een wereldkampioenschap. Na een gelijkspel tegen naaste concurrent Verenigde Arabische Emiraten eindigde het land zeker bij de bovenste twee landen in de kwalificatiepoule en stelde daarmee kwalificatie zeker.

### Wereldkampioenschap
| Wereldkampioenschap voetbal overzicht | Wereldkampioenschap voetbal overzicht | Wereldkampioenschap voetbal overzicht | Wereldkampioenschap voetbal overzicht | Wereldkampioenschap voetbal overzicht | Wereldkampioenschap voetbal overzicht | Wereldkampioenschap voetbal overzicht | Wereldkampioenschap voetbal overzicht | Wereldkampioenschap voetbal overzicht |
| Jaar                                  | Ronde                                 | Wed.                                  | W                                     | G                                     | V                                     | DV                                    | DT                                    |                                       |
| ------------------------------------- | ------------------------------------- | ------------------------------------- | ------------------------------------- | ------------------------------------- | ------------------------------------- | ------------------------------------- | ------------------------------------- | ------------------------------------- |
| 1930–1990                             | Bij Sovjet-Unie                       | Bij Sovjet-Unie                       | Bij Sovjet-Unie                       | Bij Sovjet-Unie                       | Bij Sovjet-Unie                       | Bij Sovjet-Unie                       | Bij Sovjet-Unie                       | Bij Sovjet-Unie                       |
| 1994                                  | Geen deelname                         | Geen deelname                         | Geen deelname                         | Geen deelname                         | Geen deelname                         | Geen deelname                         | Geen deelname                         |                                       |
| 1998                                  | Niet gekwalificeerd                   | Niet gekwalificeerd                   | Niet gekwalificeerd                   | Niet gekwalificeerd                   | Niet gekwalificeerd                   | Niet gekwalificeerd                   | Niet gekwalificeerd                   |                                       |
| 2002                                  | Niet gekwalificeerd                   | Niet gekwalificeerd                   | Niet gekwalificeerd                   | Niet gekwalificeerd                   | Niet gekwalificeerd                   | Niet gekwalificeerd                   | Niet gekwalificeerd                   |                                       |
| 2006                                  | Niet gekwalificeerd                   | Niet gekwalificeerd                   | Niet gekwalificeerd                   | Niet gekwalificeerd                   | Niet gekwalificeerd                   | Niet gekwalificeerd                   | Niet gekwalificeerd                   |                                       |
| 2010                                  | Niet gekwalificeerd                   | Niet gekwalificeerd                   | Niet gekwalificeerd                   | Niet gekwalificeerd                   | Niet gekwalificeerd                   | Niet gekwalificeerd                   | Niet gekwalificeerd                   |                                       |
| 2014                                  | Niet gekwalificeerd                   | Niet gekwalificeerd                   | Niet gekwalificeerd                   | Niet gekwalificeerd                   | Niet gekwalificeerd                   | Niet gekwalificeerd                   | Niet gekwalificeerd                   |                                       |
| 2018                                  | Niet gekwalificeerd                   | Niet gekwalificeerd                   | Niet gekwalificeerd                   | Niet gekwalificeerd                   | Niet gekwalificeerd                   | Niet gekwalificeerd                   | Niet gekwalificeerd                   |                                       |
| 2022                                  | Niet gekwalificeerd                   | Niet gekwalificeerd                   | Niet gekwalificeerd                   | Niet gekwalificeerd                   | Niet gekwalificeerd                   | Niet gekwalificeerd                   | Niet gekwalificeerd                   | Niet gekwalificeerd                   |
| 2026                                  | Gekwalificeerd                        | Gekwalificeerd                        | Gekwalificeerd                        | Gekwalificeerd                        | Gekwalificeerd                        | Gekwalificeerd                        | Gekwalificeerd                        | Gekwalificeerd                        |

### Azië Cup
| Azië Cup overzicht | Azië Cup overzicht | Azië Cup overzicht | Azië Cup overzicht | Azië Cup overzicht | Azië Cup overzicht | Azië Cup overzicht | Azië Cup overzicht | Azië Cup overzicht |
| Jaar               | Ronde              | Wed.               | W                  | G                  | V                  | DV                 | DT                 | Kwal               |
| ------------------ | ------------------ | ------------------ | ------------------ | ------------------ | ------------------ | ------------------ | ------------------ | ------------------ |
| 1996               | Groepsfase         | 3                  | 1                  | 0                  | 2                  | 3                  | 6                  | (Kwal.)            |
| 2000               | Groepsfase         | 3                  | 0                  | 1                  | 2                  | 2                  | 14                 | (Kwal.)            |
| 2004               | Kwartfinale        | 4                  | 3                  | 1                  | 0                  | 5                  | 2                  | (Kwal.)            |
| 2007               | Kwartfinale        | 4                  | 2                  | 0                  | 2                  | 10                 | 4                  | (Kwal.)            |
| 2011               | Vierde             | 6                  | 3                  | 1                  | 2                  | 10                 | 13                 | (Kwal.)            |
| 2015               | Kwartfinale        | 4                  | 2                  | 0                  | 2                  | 5                  | 5                  | (Kwal.)            |
| 2019               | Achtste finale     | 4                  | 2                  | 1                  | 1                  | 7                  | 4                  | (Kwal.)            |
| 2023               | Kwartfinale        | 5                  | 2                  | 3                  | 0                  | 7                  | 3                  | (Kwal.)            |

### Centraal-Aziatisch kampioenschap
| Centraal-Aziatisch kampioenschap overzicht | Centraal-Aziatisch kampioenschap overzicht | Centraal-Aziatisch kampioenschap overzicht | Centraal-Aziatisch kampioenschap overzicht | Centraal-Aziatisch kampioenschap overzicht | Centraal-Aziatisch kampioenschap overzicht | Centraal-Aziatisch kampioenschap overzicht | Centraal-Aziatisch kampioenschap overzicht | Centraal-Aziatisch kampioenschap overzicht |
| Jaar                                       | Ronde                                      | Wed.                                       | W                                          | G                                          | V                                          | DV                                         | DT                                         |                                            |
| ------------------------------------------ | ------------------------------------------ | ------------------------------------------ | ------------------------------------------ | ------------------------------------------ | ------------------------------------------ | ------------------------------------------ | ------------------------------------------ | ------------------------------------------ |
| 2023                                       | Tweede                                     | 4                                          | 3                                          | 0                                          | 1                                          | 10                                         | 2                                          |                                            |

## Huidige selectie
De volgende spelers werden opgeroepen voor de WK-kwalificatiewedstrijd tegen  Noord-Korea op 19 november 2024.
Interlands en doelpunten bijgewerkt tot en met de WK-kwalificatiewedstrijd tegen  Noord-Korea (1–0) op 19 november 2024.
| Naam                  | Wed. | Dlpnt. | Club               |
| --------------------- | ---- | ------ | ------------------ |
| Doel                  |      |        |                    |
| Utkir Yusupov         | 35   | 0      | Foolad FC          |
| Verdediging           |      |        |                    |
| Farrukh Sayfiev       | 58   | 1      | Neftçi Fargʻona    |
| Khojiakbar Alijonov   | 38   | 1      | Pachtakor Tasjkent |
| Rustam Ashurmatov     | 38   | 1      | Roebin Kazan       |
| Umar Eshmurodov       | 34   | 0      | FC Nasaf           |
| Khusniddin Alikulov   | 27   | 2      | Çaykur Rizespor    |
| Sherzod Nasrullaev    | 24   | 2      | FC Nasaf           |
| Abdulla Abdullaev     | 22   | 0      | Pachtakor Tasjkent |
| Abduqodir Xusanov     | 17   | 0      | Manchester City    |
| Islom Kobilov         | 13   | 0      | So'g'dijona Jizzax |
| Middenveld            |      |        |                    |
| Otabek Shukurov       | 73   | 8      | Al-Fayha FC        |
| Odiljon Hamrobekov    | 59   | 1      | FC Bunjodkor       |
| Jamshid Iskanderov    | 36   | 4      | Neftçi Fargʻona    |
| Azizbek Turgunboev    | 35   | 4      | Sivasspor          |
| Khojimat Erkinov      | 31   | 4      | Al-Wahda FC        |
| Abbosbek Fayzullaev   | 21   | 6      | CSKA Moskou        |
| Oybek Bozorov         | 17   | 0      | FC Nasaf           |
| Akmal Mozgovoy        | 12   | 0      | FC Nasaf           |
| Diyor Kholmatov       | 4    | 0      | Pachtakor Tasjkent |
| Aanval                |      |        |                    |
| Eldor Shomurodov      | 78   | 41     | AS Roma            |
| Jaloliddin Masharipov | 68   | 11     | Esteghlal FC       |
| Oston Urunov          | 31   | 7      | Persepolis FC      |
| Bobur Abdikholikov    | 16   | 1      | Sumqayıt PFK       |

## Bondscoaches
- Bijgewerkt tot en met de WK-kwalificatiewedstrijd tegen  Qatar (1–0) op 28 maart 2017.

| Naam                     | Van  | Tot  | Duels | W  | G | V  |
| ------------------------ | ---- | ---- | ----- | -- | - | -- |
| Rustam Akramov           | 1994 | 1994 | ?     | ?  | ? | ?  |
| Yuriy Sarkisyan          | 1996 | 1996 | 3     | 1  | 0 | 2  |
| Bahodir Ibragimov        | 1996 | 1996 | 2     | 1  | 0 | 1  |
| Rustam Mirsodiqov        | 1996 | 1997 | 12    | 5  | 3 | 4  |
| Ubirajara Veiga da Silva | 1997 | 1998 | 11    | 5  | 2 | 4  |
| Makhmud Rakhimov         | 1999 | 2000 | 6     | 5  | 0 | 1  |
| Viktor Borisov           | 2000 | 2000 | 1     | 1  | 0 | 0  |
| Pavel Sadyrin            | 2000 | 2000 | 1     | 0  | 0 | 1  |
| Yuriy Sarkisyan          | 2000 | 2004 | 21    | 12 | 4 | 7  |
| Hans-Jürgen Gede         | 2004 | 2004 | 2     | 1  | 1 | 0  |
| Ravshan Khaydarov        | 2004 | 2005 | 25    | 7  | 1 | 4  |
| Bobby Houghton           | 2005 | 2005 | 5     | 1  | 3 | 1  |
| Valeri Nepomniachi       | 2006 | 2006 | 10    | 6  | 2 | 2  |
| Rauf Inileev             | 2007 | 2008 | 27    | 13 | 5 | 10 |
| Mirjalol Qosimov         | 2008 | 2010 | 15    | 4  | 2 | 9  |
| Vadim Abramov            | 2010 | 2012 | 28    | 11 | 5 | 12 |
| Mirjalol Qosimov         | 2012 | 2015 | 40    | 19 | 9 | 12 |
| Samvel Babayan           | 2015 |      | 19    | 14 | 1 | 4  |

## FIFA-wereldranglijst[5]
In november 2006 en januari 2007 bereikte het Oezbeekse voetbalelftal met de 45e plaats de hoogste positie op de FIFA-wereldranglijst. In november 1996 werd met de 119e plaats de laagste positie bereikt.
| 1994 | 1995 | 1996 | 1997 | 1998 | 1999 | 2000 | 2001 | 2002 | 2003 | 2004 | 2005 | 2006 | 2007 | 2008 | 2009 | 2010 | 2011 | 2012 | 2013 | 2014 | 2015 | 2016 | 2017 | 2018 |
| ---- | ---- | ---- | ---- | ---- | ---- | ---- | ---- | ---- | ---- | ---- | ---- | ---- | ---- | ---- | ---- | ---- | ---- | ---- | ---- | ---- | ---- | ---- | ---- | ---- |
| 78   | 97   | 109  | 79   | 66   | 55   | 71   | 62   | 98   | 81   | 47   | 59   | 45   | 64   | 72   | 76   | 109  | 75   | 67   | 68   | 74   | 74   | 62   | 78   | 95   |

## Bekende (oud-)spelers
UFF · A-internationals · Bondscoaches · Statistieken · Oezbeeks vrouwenelftal · Olympisch elftal · Oezbekistan U21 · Oezbekistan U20 · Oezbekistan U19 · Oezbekistan U18 · Oezbekistan U17
1990 – 1999 ·
2000 – 2009 ·
2010 – 2019 ·
2020 – 2029 ·
1994 · 
1995 · 
1996 · 
1997 · 
1998 · 
1999 · 
2000 · 
2001 · 
2002 · 
2003 · 
2004 · 
2005 · 
2006 · 
2007 · 
2008 · 
2009 · 
2010 · 
2011 · 
2012 · 
2013 · 
2014 ·
2015 ·
2016 ·
2017 ·
2018 ·
2019 ·
2020 ·
2021 ·
2022 ·
2023
Albanië ·
Armenië ·
Australië ·
Azerbeidzjan ·
Bahrein ·
Bangladesh ·
Bolivia ·
Bosnië en Herzegovina ·
Burkina Faso ·
Cambodja ·
Canada ·
China ·
Costa Rica ·
Estland ·
Filipijnen ·
Georgië ·
Hongkong ·
India ·
Indonesië ·
Irak ·
Iran ·
Israël ·
Japan ·
Jemen ·
Jordanië ·
Kameroen ·
Kazachstan ·
Kirgizië ·
Koeweit ·
Letland ·
Libanon ·
Malediven ·
Maleisië ·
Marokko ·
Mexico ·
Mongolië ·
Montenegro ·
Nieuw-Zeeland ·
Nigeria ·
Noord-Korea ·
Oeganda ·
Oekraïne ·
Oman ·
Palestina ·
Qatar ·
Rusland ·
Saoedi-Arabië ·
Senegal ·
Singapore ·
Slowakije ·
Sri Lanka ·
Syrië ·
Tadzjikistan ·
Taiwan ·
Thailand ·
Turkije ·
Turkmenistan ·
Uruguay ·
Venezuela ·
Verenigde Arabische Emiraten ·
Verenigde Staten ·
Vietnam ·
Wit-Rusland ·
Zuid-Korea ·
Zuid-Soedan ·
Zweden